# رينيه هوب
رينيه هوب (بالألمانية: René Hoppe)‏ هو متزلج جماعي ألماني، ولد في 9 ديسمبر 1976 في أولسنيتس في ألمانيا.

## وصلات خارجية
- رينيه هوب على موقع IBSF (الإنجليزية)
- رينيه هوب على موقع أوليمبيديا (الإنجليزية)